# Александър Делкомюн
Александър Делкомюн (на френски: Alexandre Delcommune) е белгийски колониален офицер, изследовател на Белгийско Конго.

## Ранни години (1855 – 1874)
Роден е на 6 октомври 1855 година в Намюр, Белгия. След завършване на средното си образование, работи три месеца като чиновник на железопътната гара в Брюксел. На 19-годишна възраст, през януари 1874 г., пътува до Португалия, за да работи са своя полубрат, директор на френска фабрика за маслиново олио. Шест месеца по-късно е командирован във фабриката в Белгийско Конго, като се установява в Бома. По това време той е един от шестнадесетте европейци, живеещи в Конго, и единственият белгиец.

## В Белгийско Конго (1874 – 1888)
През 1877 се среща с видния изследовател на Екваториална Африка Хенри Мортън Стенли, по време на завършващия етап от пресичането му на Африка от изток на запад. Тази среща го насочва да се отдаде на изследователска дейност в огромния басейн на река Конго.
През 1883 г., Делкомюн се присъединява към Международната африканска асоциация учредена в Брюксел от крал Леополд II, с цел колонизацията на Конго. Година по-късно е назначен за директор на белгийските фабрики в Бома и Ноки. Става ръководител и на бъдещата столица на Белгийско Конго – Бома, като е натоварен с мисията да принуди местните вождове да приемат белгийския суверенитет. Това става с дребни подаръци, лъжи и манипулации. Вождове са накарани да повярват например, че белият човек контролира слънцето и на 19 април 1884 са подписани три важни споразумения. Те не могат да четат и не осъзнават какво точно подписват. Документите са нужни на белгийския крал, за да убеди великите сили в законното си право над Конго.

## Изследователска дейност (1888 – 1892)

### Изследване на река Конго (1888 – 1889)
Делкомюн е нает от белгийския бизнесмен Алберт Тис, да проучи дали планираната железопътна линия в Белгийско Конго ще бъде печеливша. Това включва проучване на цялата плавателна част на басейна на Конго и оценка дали това би оправдало инвестицията.
От април до август 1888 г., на кораба „Роа дьо Белж“, Делкомюн се изкачва по река Касаи и по десния ѝ приток Фими до езерото Леополд ІІ, което изследва. Изследва и река Лукение до 3°40′ ю. ш. 23°40′ и. д. (3.666667° ю. ш. 23.666667° и. д.-3.666667, 23.666667), връща се обратно и се изкачва по Касаи до десния ѝ приток река Лулуа и по последната до устието на левия ѝ приток Луебо. Изследва река Санкуру (десен приток на Касаи) до водопада Волф и десния ѝ приток река Лубефу. Проследява река Кванза (ляв приток на Касаи) до устието на река Квилу и последната до устието на левия ѝ приток – река Инзия.
От ноември 1888 до март 1889 г., изследва река Конго до водопадите Стенли и долните течения на реките Арувими и Итимбири (десни притоци), Лулонга и Руки (леви притоци) и езерото Тумба (0°50′ ю. ш. 18°00′ и. д. / 0.833333° ю. ш. 18° и. д.-0.833333, 18). Изследва и река Ломами (ляв приток на Конго) до 4º ю.ш.
Общо по време на двете си плавания Делкомюн изминава около 12 хил. км плавателни участъци в басейна на Конго.

### Експедиция в Югоизточно Конго (1890 – 1892)
През 1890 – 1892 извършва експедиция в Югоизточно Конго (днешната област Катанга). От май до септември 1891 се изкачва по Ломами до изворите ѝ, оттам тръгва на изток, пресича планината Хакансон (1104 м, наименувана на името на един от участниците в експедицията – шведския офицер Карл Хакансон) и достига до езерото Кисале (8°20′ ю. ш. 26°30′ и. д. / 8.333333° ю. ш. 26.5° и. д.-8.333333, 26.5) на река Луалаба. На югоизток от него открива и пресича планината Кибара (1889 м), изследва долното течение на река Луфира (десен приток на Луалаба) и в края на годината открива изворите на Луалаба. Оттам се отправя на североизток към езерото Танганика, което достига през август 1892 и изследва цялото течение на изтичащата от него река Лукуга и вливаща се в Луалаба, след което преминава на запад и в края на 1892 достига до Ломами.

## Следващи години (1893 – 1922)
През 1895 г. Делкомюн се завръща в Европа. Крал Леополд II му предлага длъжността инспектор в Конго, но той отказва. Завръща се в Конго още същата година и заедно с Алберт Тис стават собственици на какаови насаждения в Сао Томе. Продължава да пътува, посещавайки Бразилия и холандските и британски колонии в Азия.
Умира на 7 август 1922 година в Брюксел на 66-годишна възраст.

## Памет
Неговото име носи езеро Делкомюн (Нзило, 10°43′ ю. ш. 25°42′ и. д. / 10.716667° ю. ш. 25.7° и. д.-10.716667, 25.7) в южната част на Демократична република Конго.

## Трудове
- Vingt années de vie africaine, 1874 – 1893, Larsier, 1922.